# Bahnstrecke Deggendorf–Metten
| |                      |                          |                          |
| Streckennummer (DB): | 9582                 |                          |                          |
| Kursbuchstrecke (DB): | 426b (1957)          |                          |                          |
| Kursbuchstrecke: | 426q (1946)          |                          |                          |
| Streckenlänge: | 4,22 km              |                          |                          |
| Spurweite: | 1435 mm (Normalspur) |                          |                          |
| |                      |                          |                          |
| \| \| \| von Bayerisch Eisenstein \| \| \| \| 0,0 \| Deggendorf Hbf \| 323 m \| \| \| \| nach Landshut (Bay) Hbf \| \| \| \| 4,2 \| Metten \| 312 m \| \| \| 5,3 \| Steinbruch Metten \| Steinbruch Metten \| |                      |                          |                          |
| Strecke |                      | von Bayerisch Eisenstein | von Bayerisch Eisenstein |
| Bahnhof | 0,0                  | Deggendorf Hbf           | 323 m                    |
| Abzweig ehemals geradeaus und nach links |                      | nach Landshut (Bay) Hbf  | nach Landshut (Bay) Hbf  |
| Bahnhof (Strecke außer Betrieb) | 4,2                  | Metten                   | 312 m                    |
| Betriebs-/Güterbahnhof Streckenende (Strecke außer Betrieb) | 5,3                  | Steinbruch Metten        | Steinbruch Metten        |

Die Bahnstrecke Deggendorf–Metten war eine eingleisige, nicht elektrifizierte Lokalbahn in Ostbayern. Erbaut und betrieben wurde die Bahnstrecke von der Lokalbahn Deggendorf–Metten AG.

## Geschichte

### Lokalbahn Deggendorf–Metten AG
Die Gesellschaft wurde gegründet, um einerseits dem durch das Kloster Metten bekannten Ort Metten einen Bahnanschluss zu verschaffen und andererseits um die Erzeugnisse der in der Umgebung des Ortes gelegenen Granit-Steinbrüche mit der Bahn abtransportieren zu können.
Die Konzession wurde am 7. September 1890 erteilt, im gleichen Jahr konnte mit dem Bau begonnen und am 17. Oktober 1891 der Betrieb eröffnet werden. Die Streckenlänge des „Mettener Bockerl“, wie sie im Volksmund genannt wurde, betrug 4,22 Kilometer, dazu kam in Metten noch ein 1,1 Kilometer langes Anschlussgleis zu den Steinbrüchen. Die beiden Dampfloks dieser Bahn hatten die Namen Deggendorf und Metten (Krauss, Baujahre 1891, Fabriknummern 2451 und 2452, Bauart B n2t, verschrottet 1965 bzw. 1953). Ihre Abmessungen waren geringer als die kleinste Staatsbahnlok, die bayer. D IV. 

### Regentalbahn AG
Die Bahn wurde am 1. Februar 1928 von der Regentalbahn AG übernommen und von dieser weiterbetrieben. Von ihr kamen nach 1965 die stärkeren Lokomotiven Osser (Maffei, Baujahr 1922, Fabriknummer 5478, Bauart C h2t, ehemals Lokalbahn Lam-Kötzting) und Deggendorf (Maffei, Baujahr 1927 Fabriknummer 5684, Bauart D h2t). Die letzte Lokomotive war die Bayerwald (baugleich mit Deggendorf, Fabriknummer 5683), ab 1975 wurde nur noch ein Triebwagen (Dessau, Baujahr 1937) auch für den Güterverkehr eingesetzt. Nach Einstellung des Personenverkehrs übernahm die Deutsche Bundesbahn die Zustellung der Wagen.
Am 6. November 1975 fuhr der letzte Dampfzug auf der Strecke. Am 23. September 1983 war der letzte Reisezug unterwegs, nachdem in den letzten Jahren zuvor nur noch zwei Personenzüge mit Güterbeförderung verkehrten. Der Güterverkehr wurde am 1. Juni 1991 eingestellt und die Strecke am 1. August 1993 endgültig stillgelegt. Auf der Bahntrasse verläuft heute ein Radweg zwischen Deggendorf und Metten.

### Trivia
Wegen der winzigen zweiachsigen Loks benannte der Volksmund die Bahn bald als „Mettner Bockerl“. Nachfolgend fand das „Mettener Bockerl“ zahlreiche Reflexe in der örtlichen Literatur- und Kunstszene. Erst nach der Stilllegung trat die Bezeichnung „Paterbahn“ hinzu.   

## Sonstiges
- Die Strecke ist in ihrem Bauzustand von 1983 Teil der am 22. Oktober 2006 erschienenen Erweiterung „German Railroads Volume 7 Der Bayerische Wald“ des Microsoft Train Simulators.